# Anak Saleha
Saleha Mohamed Alam (Bandar Seri Begawan, 7 de outubro de 1946) é membro da família real de Brunei e a rainha consorte como esposa do sultão Hassanal Bolkiah, o atual sultão de Brunei.
É filha de Pengiran Anak Haji Mohamed Alam e Pengiran Anak Hajah Besar. Saleha teve sua educação precoce através de aulas particulares no surau (a grande sala de oração) de Istana Darul Hana. Frequentou também aulas de religião. Ela promoveu a sua educação secundária no Sekolah Tinggi Perempuan Raja Isteri (STPRI) em Bandar Seri Begawan até 1965.

## Biografia
Saleha nasceu em Kampong Sumbiling, Jalan Istana Darussalam em Brunei Town (agora Bandar Seri Begawan), Brunei Darussalam, em 7 de outubro de 1946.
Saleha casou-se com o sultão Hassanal Bolkiah (antes conhecido como Príncipe Hassanal Bolkiah), que na época era o príncipe herdeiro de Brunei, em 29 de julho de 1965.
O sultão e Saleha são primos de primeiro grau. Falecida mãe do governante de Brunei e seu falecido pai eram irmãos. Saleha tem dois filhos e quatro filhas. Ela tem nove netos, (5 de sua filha, a princesa Rashidah, 2 de seu filho o príncipe herdeiro Billah e 2 de sua filha, a princesa Majeedah) e seu filho mais velho é o príncipe herdeiro do Brunei.